# Formiche di Grosseto
Les Formiche di Grosseto sont trois îlots, inclus dans l'archipel toscan. Ils sont situés en face de la côte de Grosseto du parc naturel de la Maremme et s'élèvent brusquement d'une profondeur d'environ 100 mètres. Ils font partie de la municipalité de Grosseto. Sur le plus grand îlot se trouve le phare de Formiche di Grosseto.
Les trois îlots sont à environ 15 milles marins (28 km) de Porto Santo Stefano de la commune de Monte Argentario et à environ 9 (14 km) de l'embouchure de la rivière Ombrone. Ils sont disposés presque en ligne droite selon une direction nord-ouest/sud-est ; les deux extrêmes sont distants d'environ un mille marin. Leur superficie totale est d'environ 1.500 mètres carrés ; le plus grand îlot est celui au nord-ouest, le plus petit est celui au sud-est.
Les îles sont très appréciées des amateurs de plongée.

## Zone protégée
Les Formiche di Grosseto est un site d'importance communautaire (SIC) et une zone de protection spéciale (ZPS); ils sont également classés site d'intérêt régional (SIR).

### Faune
Les îlots et les rochers voisins sont utilisés comme perchoir par les oiseaux aquatiques (goéland pontique,...). Présence, parmi les reptiles, d'Euleptes europaea (espèce endémique de l'aire méditerranéenne occidentale). Présence d'invertébrés endémiques de la zone tyrrhénienne ou de l' archipel toscan .
Le lézard des champs (Podarcis sicula) est présent avec un phénotype unique de ces îlots, auparavant classés comme une sous-espèce Podarcis siculus.
Le littoral est riche en poissons comme le mérou, diplodus, congre commun, muraena, langouste rouge et homard.

### Flore
Le Limonium doriae est un endémisme exclusif du site.
Le fond marin est riche en éponges, gorgoniidae, sabella spallanzanii...

## Galerie

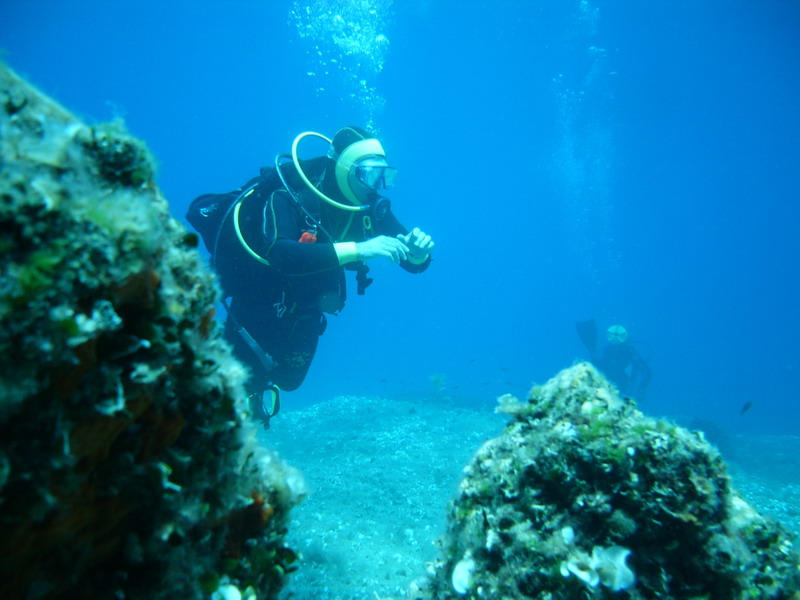
Plongée sous-marine
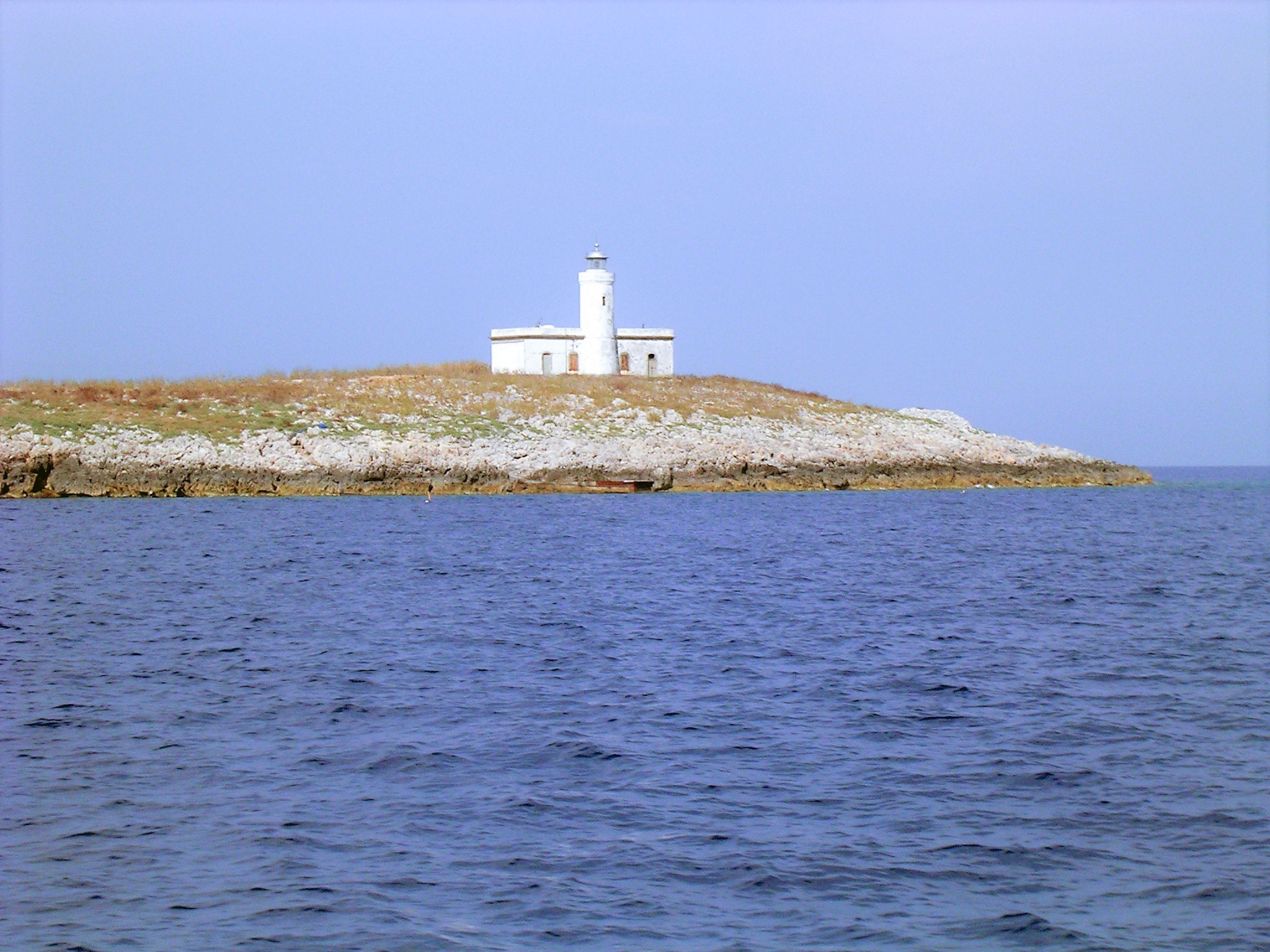
Phare de Formiche di Grosseto
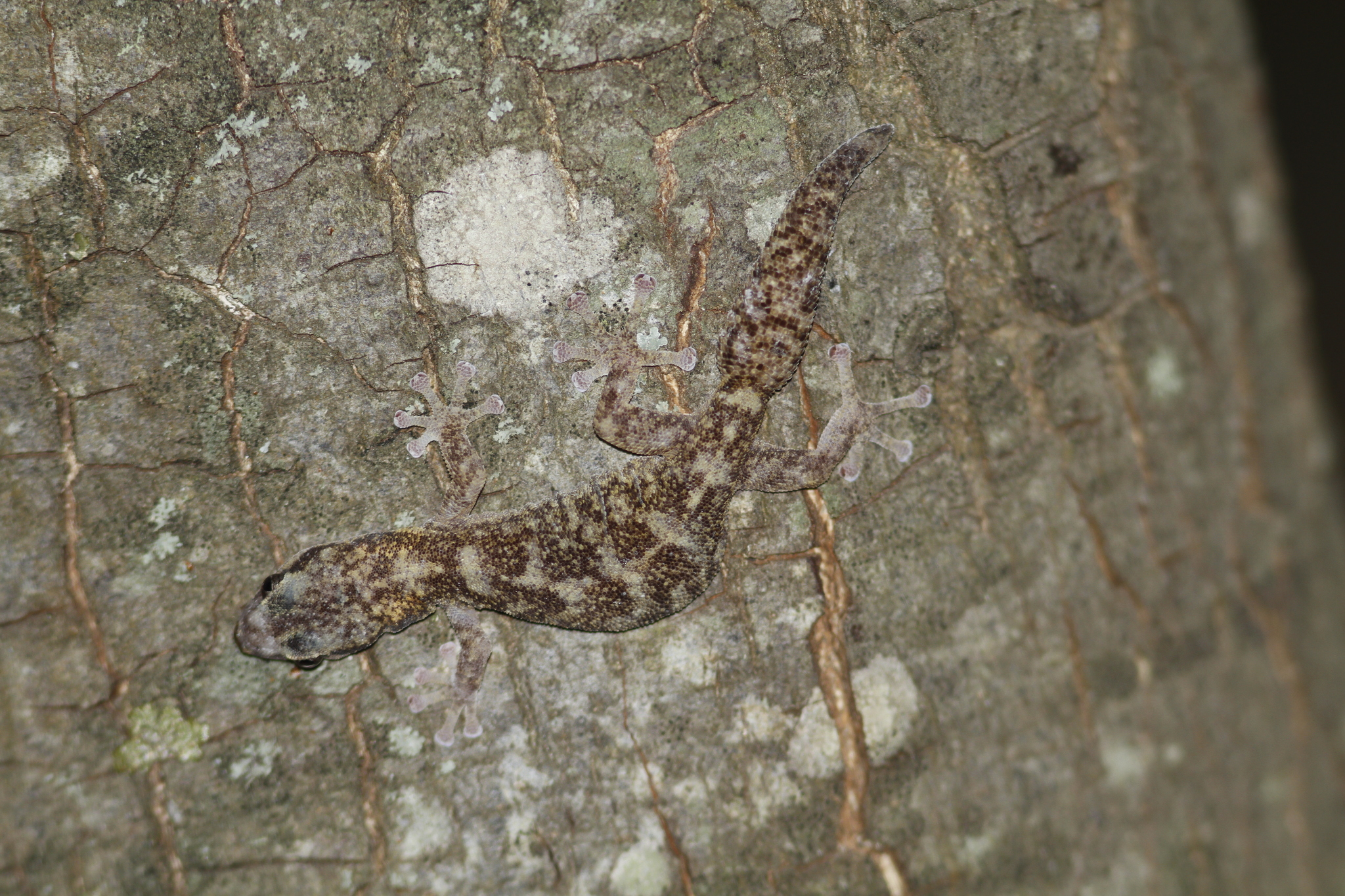
Euleptes europaea

### Sources de traduction
- (it) Cet article est partiellement ou en totalité issu de l’article de Wikipédia en italien intitulé « Formiche di Grosseto » (voir la liste des auteurs).